# Touba (Ivoorkust)
Touba is een stad in Ivoorkust en is de hoofdplaats van de regio Bafing. Touba telt 29.678 inwoners (schatting 2010).
De stad ligt nabij de grens met Guinee.
Touba ligt aan de autoweg A7 die Man in het zuiden met Odienné in het noorden verbindt. Er is een regionale luchthaven.